# La Folie
La Folie (срп. Лудило) је шести албум британског састава Стренглерс објављен новембра 1981. године. 
ЦД-издање из 2001. има четири додатне песме.